# Turn- und Sportverein Giesen von 1911 2021-2022
Questa voce raccoglie le informazioni riguardanti il Turn- und Sportverein Giesen von 1911 nelle competizioni ufficiali della stagione 2021-2022.

## Stagione
Il Turn- und Sportverein Giesen von 1911 partecipa alla stagione 2021-22 con la denominazione sponsorizzata Helios Grizzlys Giesen.
Dopo essersi piazzato all'ottavo posto nella regular season di 1. Bundesliga, raggiunge i quarti di finale ai play-off scudetto, eliminato dallo Charlottenburg. Viene eliminato nel medesimo turno anche in Coppa di Germania.

## Organigramma societario
Area direttiva
- Presidente: Dominik Jennati

Area tecnica
- Allenatore: Itamar Stein
- Allenatore in seconda: Stefan Urbanek
- Assistente allenatore: Milan Hriňák, Sascha Kucera, Vanessa Persson
- Scoutman: Stefan Urbanek

Area sanitaria
- Medico: Stefan Rössig
- Fisioterapista: Simon Doliwa, Marcus Peters, Grit Starke

## Rosa
| N° | Nome                   | Ruolo | Data di nascita   | Nazionalità sportiva |
| -- | ---------------------- | ----- | ----------------- | -------------------- |
| 1  | Augusto Colito         | O     | 23 gennaio 1997   | Spagna               |
| 3  | Merten Krüger          | P     | 8 novembre 1990   | Germania             |
| 4  | Stijn van Tilburg      | S     | 7 aprile 1996     | Paesi Bassi          |
| 5  | Hauke Wagner           | O     | 30 maggio 1987    | Germania             |
| 7  | Magloire Mayaula Nzeza | C     | 6 giugno 1993     | RD del Congo         |
| 8  | David Seybering        | C     | 19 dicembre 1995  | Germania             |
| 10 | Jan Röling             | P     | 15 settembre 1999 | Germania             |
| 11 | Linus Engelmann        | L     | 1º febbraio 2002  | Germania             |
| 13 | Jean-Philippe Sol      | C     | 1º gennaio 1986   | Francia              |
| 14 | Timon Schippmann       | S     | 6 settembre 1995  | Germania             |
| 15 | Lorenz Karlitzek       | S     | 17 febbraio 1999  | Germania             |
| 17 | Romāns Saušs           | S     | 27 giugno 1989    | Lettonia             |
| 18 | Milorad Kapur          | L     | 5 marzo 1991      | Serbia               |
| -  | Robert Schramm         | C     | 16 dicembre 1989  | Germania             |

## Statistiche

### Statistiche di squadra
| Competizione      | Punti | In casa | In casa | In casa | In trasferta | In trasferta | In trasferta | Totale | Totale | Totale |
| Competizione      | Punti | G       | V       | P       | G            | V            | P            | G      | V      | P      |
| ----------------- | ----- | ------- | ------- | ------- | ------------ | ------------ | ------------ | ------ | ------ | ------ |
| 1. Bundesliga     | 13/2  | 11      | 3       | 8       | 11           | 1            | 10           | 22     | 4      | 18     |
| Coppa di Germania | -     | 0       | 0       | 0       | 2            | 1            | 1            | 2      | 1      | 1      |
| Totale            | -     | 11      | 3       | 8       | 13           | 2            | 11           | 24     | 5      | 19     |

G = partite giocate; V = partite vinte; P = partite perse

### Statistiche dei giocatori
| Giocatore        | 1. Bundesliga | 1. Bundesliga | 1. Bundesliga | 1. Bundesliga | 1. Bundesliga | Coppa di Germania | Coppa di Germania | Coppa di Germania | Coppa di Germania | Coppa di Germania | Totale | Totale | Totale | Totale | Totale |
| Giocatore        | P             | PT            | AV            | MV            | BV            | P                 | PT                | AV                | MV                | BV                | P      | PT     | AV     | MV     | BV     |
| ---------------- | ------------- | ------------- | ------------- | ------------- | ------------- | ----------------- | ----------------- | ----------------- | ----------------- | ----------------- | ------ | ------ | ------ | ------ | ------ |
| A. Colito        | 20            | 221           | 191           | 10            | 20            | 1                 | 7                 | 4                 | 0                 | 3                 | 21     | 228    | 195    | 10     | 23     |
| L. Engelmann     | 4             | 0             | 0             | 0             | 0             | 1                 | 3                 | 1                 | 2                 | 0                 | 5      | 3      | 1      | 2      | 0      |
| M. Kapur         | 22            | 0             | 0             | 0             | 0             | 2                 | 0                 | 0                 | 0                 | 0                 | 24     | 0      | 0      | 0      | 0      |
| L. Karlitzek     | 16            | 133           | 111           | 9             | 13            | 1                 | 13                | 8                 | 0                 | 5                 | 17     | 146    | 119    | 9      | 18     |
| M. Krüger        | 12            | 9             | 3             | 5             | 1             | 2                 | 5                 | 1                 | 3                 | 1                 | 14     | 14     | 4      | 8      | 2      |
| M. Mayaula Nzeza | 22            | 204           | 152           | 46            | 6             | 2                 | 15                | 12                | 3                 | 0                 | 24     | 219    | 164    | 49     | 6      |
| J. Röling        | 19            | 25            | 8             | 8             | 9             | 1                 | 3                 | 1                 | 1                 | 1                 | 20     | 28     | 9      | 9      | 10     |
| R. Saušs         | 19            | 90            | 72            | 8             | 10            | 2                 | 5                 | 4                 | 0                 | 1                 | 21     | 95     | 76     | 8      | 11     |
| T. Schippmann    | 20            | 31            | 25            | 5             | 1             | 1                 | 0                 | 0                 | 0                 | 0                 | 21     | 31     | 25     | 5      | 1      |
| R. Schramm       | 1             | 0             | 0             | 0             | 0             | -                 | -                 | -                 | -                 | -                 | 1      | 0      | 0      | 0      | 0      |
| D. Seybering     | 20            | 72            | 57            | 14            | 1             | 2                 | 8                 | 6                 | 2                 | 0                 | 22     | 80     | 63     | 16     | 1      |
| J.P. Sol         | 19            | 76            | 48            | 26            | 2             | 1                 | 10                | 6                 | 2                 | 2                 | 20     | 86     | 54     | 28     | 4      |
| S. van Tilburg   | 19            | 254           | 206           | 23            | 25            | 2                 | 19                | 17                | 0                 | 2                 | 21     | 273    | 223    | 23     | 27     |
| H. Wagner        | 19            | 159           | 135           | 13            | 11            | 2                 | 30                | 21                | 0                 | 9                 | 21     | 189    | 156    | 13     | 20     |

P = presenze; PT = punti totali; AV = attacchi vincenti; MV = muri vincenti; BV = battute vincenti